# Karlskrona högre allmänna läroverk
Karlskrona högre allmänna läroverk var ett läroverk i Karlskrona verksamt från 1849 till 1968.

## Historia
Skolan har sitt ursprung i en skola som inrättades 1688 och 1722 ombildades till en trivialskola. På 1840-talet förenades skolan med en apologistklass som i anslutning till läroverksreformen år 1849 ombildades till ett lägre elementarläroverk. Denna utöknades till åtta klasser 1858 och blev då ett högre elementarläroverk, från 1878 benämnt Karlskrona högra allmänna läroverk. 
1966 kommunaliserades skolan och fick då namnet Vittusskolan som 1971 ändrades till Chapmanskolan avdelning 2 och till Af Chapmangymnasiet 2001. Studentexamen gavs från denna infördes i landet 1864 till 1968 och realexamen från 1907 till 1969.

## Kända elever
- Sigfrid Leander (1893–1981), författare, folkbildare
- Helge Heilborn (1897–1960), VD Dagens Nyheter och Expressen